# 郑旦
郑旦（？—？），中国春秋末年越国美人，与西施同时齐名，同被越王句践选为献吴国美人中的一员，用以迷惑吴王夫差。在越教授以礼仪，习以歌舞。
前473年，越国军队攻占了吴国都城姑苏，吴国亡。郑旦死于吴王宫，一说失踪。

## 相關文學作品
石人【第一美人】（西施的故事）＜歷史小說＞